# Икэдзава, Нацуки
Нацуки Икэдзава (яп. 池澤 夏樹 Икэдзава Нацуки, род. 7 июля 1945 года) — японский писатель, поэт, публицист и переводчик. Лауреат литературных премий имени Акутагавы (1987) и Танидзаки (1993), а также премий, присуждаемых издательствами «Ёмиури» (1993) и «Майнити» (2000). Переводит на японский с английского, греческого, французского и других языков произведения самых разных жанров: субтитры к фильмам, современную поэзию и прозу, детскую литературу (в том числе «Маленький принц»). С 1995 года по 2011 год был членом жюри Премии Акутагавы. Отец писателя — прозаик Такэхико Фукунага. Дочь — сэйю Харуна Икэдзава.
Характерные особенности стиля прозы Икэдзава сформировались под существенным влиянием его личного опыта (в студенческие годы он совмещал изучение физики с путешествиями по всему миру, три года прожил в Греции) и тем, что дебютировал в литературе как поэт. Основная тема творчества — столкновение традиционного жизненного уклада с цивилизацией.

## Переводы на русский язык
- Икэдзава Нацуки. Я, чайка. Пер. с яп. Д. Рагозина // Он: Сб. новелл. — М.: Иностранка, 2003. — С. 51—140. — ISBN 5-94145-163-6.